# Хутинь
Хутинь (рос. Хутынь) — присілок в Новгородському районі Новгородської області Російської Федерації.
Населення становить 161 особу. Входить до складу муніципального утворення Савинське сільське поселення.

## Історія
Від 2004 року входить до складу муніципального утворення Савинське сільське поселення.

## Населення
| 2010 |
| ---- |
| 161  |